# Lights (Lied)
Lights ist ein Lied der britischen Sängerin Ellie Goulding, das auf dem Album Bright Lights, einem Re-Release ihres Debütalbums Lights (2010), erschien. Der Song erschien im Vereinigten Königreich am 13. März 2011 als sechste Single des Albums, während es in den USA als erste Single veröffentlicht wurde. Im Mai 2012 wurde Lights in den USA für Verkäufe oberhalb einer Million Einheiten mit Platin ausgezeichnet. Am 15. Februar 2013 wurde die Single in Deutschland wiederveröffentlicht.

## Hintergrund
Ursprünglich sollte Lights schon am 8. September 2010 erscheinen. Goulding gab auf ihrer Twitter-Seite später jedoch bekannt, dass sich die Veröffentlichung auf den 1. November 2010 verschieben würde. Die Veröffentlichung der Single wurde allerdings zu Gunsten des Liedes Your Song, einem Cover des gleichnamigen Liedes von Elton John, verschoben, da dieser ein Teil einer großen Weihnachts-Werbekampagne war.
Im Januar 2011 gab sie bekannt, dass Lights als nächste Single folgen werde. Eine Download-EP wurde am 13. März 2011 im Vereinigten Königreich veröffentlicht. Diese enthielt die Single Lights und ein Akustikcover von Rihannas Welthit Only Girl (In the World), welchen Goulding am 10. Dezember 2011 bei BBC Radio 1s Live Lounge gespielt hatte.

## Kritik
Horatia Harrod vom The Daily Telegraph sagte zum Lied: „threaded with dark thoughts, but set to an airy pop production bordering on polite. Her voice is the real star. She has the magical ability, not unlike her heroine, Björk, to sing with a sort of controlled tremulousness: her voice aches with vulnerability but never breaks.“ The-Guardian-Kritiker Johnny Dee schrieb: „a welcome return to her patented folky-pop-with-some-tasteful-drum-and-bass-wobble sound“.

## Musikvideo
Das Video zu Lights wurde von Sophie Muller im September 2010 gedreht und am 20. Januar 2011 offiziell auf Gouldings YouTube-Kanal veröffentlicht. Es zeigt Goulding beim Tanzen und Schlagzeug Spielen, wobei sie beim Singen von vielen Lichteffekten und Laserstrahlen umgeben ist. Die Lichteffekte wurden von einer kleinen Studentengruppe aus der Middlesex University kreiert.

## Auftritte
Ellie eröffnete ihr Konzert beim SWR3 New Pop Festival 2010 mit Lights. Goulding sang das Lied bei der Alan Carr: Chatty Man Show im Februar 2011. Sie hatte auch einen Auftritt in der Saturday Session bei Dermot O’Learys BBC Radio 2 Nachmittagssendung am 26. Februar 2011, wo sie Lights sang. Sie sang Lights auch bei BBC Radio 1s Live Lounge am 12. März 2011 zusammen mit einer Coverversion von José González’ Version von The Knifes Heartbeats.
Um die Single in den USA zu promoten, sang Goulding das Lied live bei Saturday Night Live am 7. Mai 2011 zusammen mit Your Song. Am 18. Januar 2012 sang sie die Single in der Late Show with David Letterman. Am 11. April 2012 sang sie das Lied in der The Ellen DeGeneres Show.
In Deutschland trat Goulding im Rahmen von Schlag den Raab am 12. Januar 2013 damit auf.

## Kommerzieller Erfolg

### Chartplatzierungen
Lights debütierte in der Woche am 13. März 2011 auf Platz 64 der britischen Charts und erreichte anschließend mit Platz 49 seine höchste Platzierung.
In der Woche zum 20. August 2011 stieg Lights in den US-amerikanischen Billboard Hot 100 auf Platz 85 und in Kanada auf Platz 89 ein. Somit wurde es Gouldings erste Single, welche sich in Nordamerika in den Charts platzieren konnte. Am 14. Januar 2012 stieg das Lied in den Billboard Hot 100 wieder auf Platz 99 ein und erreichte nach 24 Wochen am 1. Juni 2012 Platz 14 der Charts. Als Lights in seiner 19. Woche die Top-40 erreicht hatte, war es die langsamste Steigung eines Liedes einer weiblichen Künstlerin in den Charts, nach Norah Jones’ Don’t Know Why und KT Tunstalls Suddenly I See. Nachdem das Lied am 27. März 2012 in den USA mit Gold ausgezeichnet wurde, erhielt Lights bereits am 2. Mai 2012 die Platinauszeichnung in den USA, da über eine Million Einheiten verkauft worden waren.
Bis zum 9. Juni 2012 hat sich das Lied in den Vereinigten Staaten über 1,2 Millionen Mal verkauft.
Nach ihrem Auftritt in Stefan Raabs Show erreichte der Song auch die Charts in Deutschland, wo er zunächst bis auf Platz 13 stieg und Ende März 2013 sogar Platz 11 erreichte, was die bis dato beste Platzierung Gouldings in Deutschland war. In den deutschen Airplaycharts erreichte die Single für eine Woche die Spitzenposition. Weiterhin wurde der Song in Deutschland mit Gold ausgezeichnet.
| ChartsChartplatzierungen       | Höchstplatzierung | Wochen |
| ------------------------------ | ----------------- | ------ |
| Deutschland (GfK)              | 11 (29 Wo.)       | 29     |
| Österreich (Ö3)                | 8 (22 Wo.)        | 22     |
| Schweiz (IFPI)                 | 14 (25 Wo.)       | 25     |
| Vereinigte Staaten (Billboard) | 2 (57 Wo.)        | 57     |
| Vereinigtes Königreich (OCC)   | 49 (3 Wo.)        | 3      |

| ChartsJahrescharts (2012)      | Platzierung |
| ------------------------------ | ----------- |
| Vereinigte Staaten (Billboard) | 5           |

| ChartsJahrescharts (2013) | Platzierung |
| ------------------------- | ----------- |
| Deutschland (GfK)         | 46          |
| Österreich (Ö3)           | 55          |
| Schweiz (IFPI)            | 69          |

### Auszeichnungen für Musikverkäufe
| Land/Region                  | Auszeichnungen für Musikverkäufe (Land/Region, Auszeichnung, Verkäufe) | Verkäufe  |
| ---------------------------- | ---------------------------------------------------------------------- | --------- |
| Belgien (BRMA)               | Gold                                                                   | 15.000    |
| Brasilien (PMB)              | Platin                                                                 | 60.000    |
| Dänemark (IFPI)              | Gold                                                                   | 45.000    |
| Deutschland (BVMI)           | Platin                                                                 | 300.000   |
| Neuseeland (RMNZ)            | 2× Platin                                                              | 60.000    |
| Norwegen (IFPI)              | Platin                                                                 | 10.000    |
| Schweiz (IFPI)               | Platin                                                                 | 30.000    |
| Vereinigte Staaten (RIAA)    | 7× Platin                                                              | 7.000.000 |
| Vereinigtes Königreich (BPI) | Platin                                                                 | 600.000   |
| Insgesamt                    | 2× Gold · 14× Platin ·                                                 | 8.120.000 |

Hauptartikel: Ellie Goulding/Auszeichnungen für Musikverkäufe